# Epidendrum bakrense
Epidendrum bakrense là một loài thực vật có hoa trong họ Lan. Loài này được Hágsater & G.Cremers mô tả khoa học đầu tiên năm 1999.